# Dagestan Airlines
Dagestan Airlines (Russisch: ОАО Авиалинии Дагестана) was een Russische luchtvaartmaatschappij met haar thuisbasis in de Dagestaanse hoofdstad Machatsjkala. Zij voerde vluchten uit binnen en buiten Rusland.

## Geschiedenis
De maatschappij is opgericht in 1994 onder de naam Makhachkala Air Enterprise als opvolger van Aeroflots Machatsjkaladivisie.
In 1996 werd de naam gewijzigd in Dagestan Airlines. Vanaf 2010 vloog de maatschappij als South East Airlines. Op 19 december 2011 werd de licentie van de maatschappij ingetrokken.

## Bestemmingen
Dagestan Airlines voert lijndiensten uit naar (situatie september 2011):
- Rusland
  - Moskou-Domodedovo
  - Moskou-Vnoekovo
  - Sint-Petersburg
- Turkije
  - Istanboel-Sabiha Gökçen [seizoensgebonden]
- Verenigde Arabische Emiraten
  - Sharjah [seizoensgebonden]

## Vloot
De vloot van Dagestan Airlines bestond uit: (september 2011)
- 4 Tupolev TU-154M
- 1 Tupolev Tu-154